# Гуляев, Антон Владимирович
Антон Владимирович Гуляев (род. Пермь) — российский каратист. Воспитанник пермской спортивной школы СДЮСШОР «Киокушинкай». В 2018 году стал обладателем Кубка России, серебряным призёром чемпионата России, победителем открытого весового чемпионата Японии и призёром абсолютного чемпионата Японии (7 место). Занял первую строчку рейтинга лучших бойцов Киокусинкай со всего мира в категории более 90 килограмм (2019).
Член молодежного парламента при городской думе города Перми.
Учредитель общественной организации «Здоровое Прикамье».